# با مامادو إمباري
با مامادو إمباري (وُلِدَ عام 1946، وتوفي 10 يناير 2013 في باريس)، هو سياسي موريتاني والرئيس التاسع لموريتانيا بالإنابة، حيث تولى الحكم -بحكم رئاسته لمجلس الشيوخ- وسيّر البلاد لمدة تقارب أربعة أشهر بصلاحيات محدودة في الفترة من 15 أبريل 2009 إلى 5 أغسطس 2009، خلفاً للجنرال محمد ولد عبد العزيز الذي استقال عقِب انقلابه على الرئيس المنتخب سيدي محمد ولد الشيخ عبد الله، وذلك تهييئا لإجراء الانتخابات الرئاسية 2009، التي أسفرت نتيجتها في يوليو عن فوز ولد عبد العزيز وتسلّمه السلطة مجددا من امباري يوم 5 أغسطس. وكان امباري قد انتُخب عام 2007 لعضوية مجلس الشيوخ الموريتاني، وانتخب في نفس العام رئيسا له حتى وفاته عام 2013. وكان قد تولى قبل ذلك إدارة ميناء نواذيبو، وتولى وزارة الصيد عام 2003 في عهد الرئيس معاوية ولد الطايع، رغم معارضته لنظامه فترة طويلة قبل ذلك.

## عن حياته
ولد في قرية والي ديإنتاج في جنوب غرب موريتانيا على الحدود مع السنغال. تلقى تعليمه الابتدائي والثانوي في موريتانيا، ودرس في الاتحاد السوفياتي في أكاديمية العلوم الزراعية والتي تقع في كييف بأوكرانيا وذلك في الفترة من 1967 إلى 1973 وحصل على شهادة في الطب البيطري.
عمل في موريتانيا باحثًا في مختبر الثروة السمكية وذلك في الفترة من 1974 إلى 1975، ثم رئيساً لمختبر الثروة السمكية في نواذيبو، ورئيساً لقسم البيولوجيا البحرية والأوقيانوغرافيا من 1976 حتى 1978. وبعد ذلك عمل مديرًا للمركز القومي للبحوث لدراسة المحيطات والصيد من عام 1978 إلى 1980. وفي عامي 1980 - 1981 عمل مستشارًا فنيًا لوزير الصيد والاقتصاد البحري. ومن عام 1986 حتى 2003 كان عمدة لبلدية ولي، كما أنه عمل مديراً لموظفي وزارة الصيد والاقتصاد البحري خلال فترة رئاسته لبلدية والي. وفي عام 2002 عين مديراً عاماً لمناطق الحكم الذاتي من ميناء نواديبو.
وعلى الرغم من إنه كان معارضاً للرئيس معاوية ولد سيدي أحمد الطايع إلا إنه عمل في حكومته وزيرًا للصيد والاقتصاد البحري وذلك في الفترة من 13 نوفمبر 2003 إلى أن أطاح به الانقلاب العسكري في 3 أغسطس 2005.
وبعد الانقلاب انتخب لعضوية مجلس الشيوخ وذلك في الانتخابات التي أجريت في يناير وفبراير 2007. وانتخب رئيساً لمجلس الشيوخ في 26 أبريل 2007. وتوفي سنة 2013 .

## الرئاسة
وبعد الانقلاب العسكري على الرئيس سيدي محمد ولد الشيخ عبد الله وتولي محمد ولد عبد العزيز رئاسة المجلس العسكري الحاكم 6 أغسطس 2008 ثم استقالته في 15 أبريل 2009 من جميع مناصبة السياسية والعسكرية ليتمكن من الترشيح في لانتخابات الرئاسة في 6 يونيو 2009 تولى الرئاسة بصورة مؤقتة ليصبح بذلك أول رئيس أسود في موريتانيا.

## وفاته
بعد صراع طويل مع المرض ورحلة علاج دامت لعدة أشهر في فرنسا , أُعلن عن وفاة با مامادو إمباري يوم 10. يناير. 2013 في باريس.